# Siebel Si 201
O Siebel Si 201 foi uma aeronave STOL alemã de observação desenhada e desenvolvida pela Siebel. Não chegou a entrar em produção devido à existência de outras aeronaves melhores, nomeadamente o Fieseler Fi 156 Storch.

## Design
Esta aeronave foi criada devido à procura pelo estado alemão por uma aeronave leve, pequena, que fosse capaz de transportar pouquíssimos passageiros e fosse capaz de efectuar observação. Outras aeronaves foram criadas para a mesma missão, tal como o Fieseler Fi 156 e o Messerschmitt Bf 163. Destas 3, o Fi 156 acabaria por ser a aeronave escolhida para entrar em produção. Assim, só foram construídos dois exemplares desta aeronave.
O Si 201 foi um monoplano suportado por um motor Argus As 10C montado no meio por cima das asas, estando portanto a "empurrar" a aeronave.